# 1667 na música

## Nascimentos
| Data         | Nome          | Profissão  | Nacionalidade | Observações | Ref |
| ------------ | ------------- | ---------- | ------------- | ----------- | --- |
| 5 de Janeiro | Antonio Lotti | compositor | Itália        | m. 1740     |     |

## Mortes
| Data      | Nome                   | Profissão              | Nacionalidade | Observações | Ref |
| --------- | ---------------------- | ---------------------- | ------------- | ----------- | --- |
| 7 de Maio | Johann Jacob Froberger | organista e compositor | Alemanha      | n. 1616     |     |